# 일상날개짓
《일상날개짓》은 웹툰 작가인 나유진이 네이버 만화에 연재한 웹툰이다.

## 연재 상황
1화부터 100화까지는 화요일 주 1회만 연재하였고, 101화부터 200화까지는 화요일과 일요일 주 2회 연재하였다. 그러나 201화부터는 일요일에만 연재하게 되었으며 2011년 3월 27일에는 아기새 (천가람)이 다치는 사고로인해 208화를 기해 시즌 1을 마무리지었다.
1년 정도 지난 후, 2012년 4월 2일부로 시즌 2가 새롭게 연재되었다. 처음에는 월요일에 연재되었다가 후에 일요일에 연재되었다. 아들 가람군은 초등학교 2학년생으로 나온다.
시즌 2는 2013년 5월 19일 연재된 "후기"를 끝으로 연재가 종료되었다.

## 줄거리
싱글맘인 "꼬꼬댁씨(본명 : 나유진)"와 아들 "아기새(본명: 천가람)", 반려동물 "하쪼(개)", "두부(고양이)", "아코와 아츄,아뵤(애완용 새)"이 만들어내는 재미있는 일상생활을 담았다. 전체적으로 에피소드 형식이다.

## 단행본
단행본은 코리아하우스에서 1권부터 10권까지 발간되었다.

## 기타
- 일상날개짓 173화에서 도라에몽이 귀가 없는 이유를 밝혀서 화제가 되었다.[1]